# Gerbillus acticola
Gerbillus acticola és una espècie de mamífer rosegador de la família dels múrids. És endèmic de Somalilàndia (de iure, nord de Somàlia), on viu a altituds d'entre 0 i 1.000 msnm. El seu hàbitat natural són les zones àrides. Es desconeix si hi ha cap amenaça significativa per a la supervivència d'aquesta espècie. El seu nom específic, acticola, significa ‘costaner’ en llatí.